# Église Saint-Pie de Berlin
L'église Saint-Pie (St. Pius-Kirche) est une église catholique de Berlin-Friedrichshain ; elle est dédiée à saint Pie V et a été construite entre 1889/1892 et 1894 selon les plans de Max Hasak (de). L'église donne sur la Palisadenstraße 73-74 et est inscrite à la liste des monuments protégés. La paroisse Saint-Pie a fusionné en 2003 avec la paroisse Saint-Antoine de Berlin.

## Histoire et architecture
Dans la seconde moitié du XIXe siècle, le quartier dénommé aujourd'hui Friedrichshain se forme par l'afflux de populations ouvrières provenant de la province de Prusse-Orientale dont la majorité est de confession catholique. C'est en 1873 qu'est construite la première église catholique dans la partie orientale de Berlin. On érige dans une cour intérieure de la Palisadenstraße une petite chapelle de bois sous le vocable de saint Pie V (St. Pius-Kapelle). Elle est flanquée de maisons à trois étages. La nouvelle église en briques de dimensions plus importantes est érigée entre 1892 et 1894 selon les plans de l'architecte Max Hasak qui construisit plusieurs églises berlinoises. Elle remplace la chapelle et la première messe est célébrée en mars 1894. À l'époque, la paroisse Saint-Pie est la deuxième en importance après celle de la cathédrale catholique de Berlin avec un curé, plusieurs vicaires et une paroisse en tant que telle.
Pendant la Seconde Guerre mondiale, le clocher qui mesurait 86 mètres de hauteur est détruit par des bombardements. Il est reconstruit après la guerre, mais ne s'élève plus qu'à 66 mètres de hauteur afin de ne pas être remarqué dans la perspective de la nouvelle allée Staline (aujourd'hui Karl-Marx-Allee) construite par les nouvelles autorités socialistes. De plus l'église devait être de dimensions moins importantes, pour les mêmes raisons, que la nouvelle Deutsche Sporthalle qui se trouvait à côté et qui a finalement été détruite en 1972. 

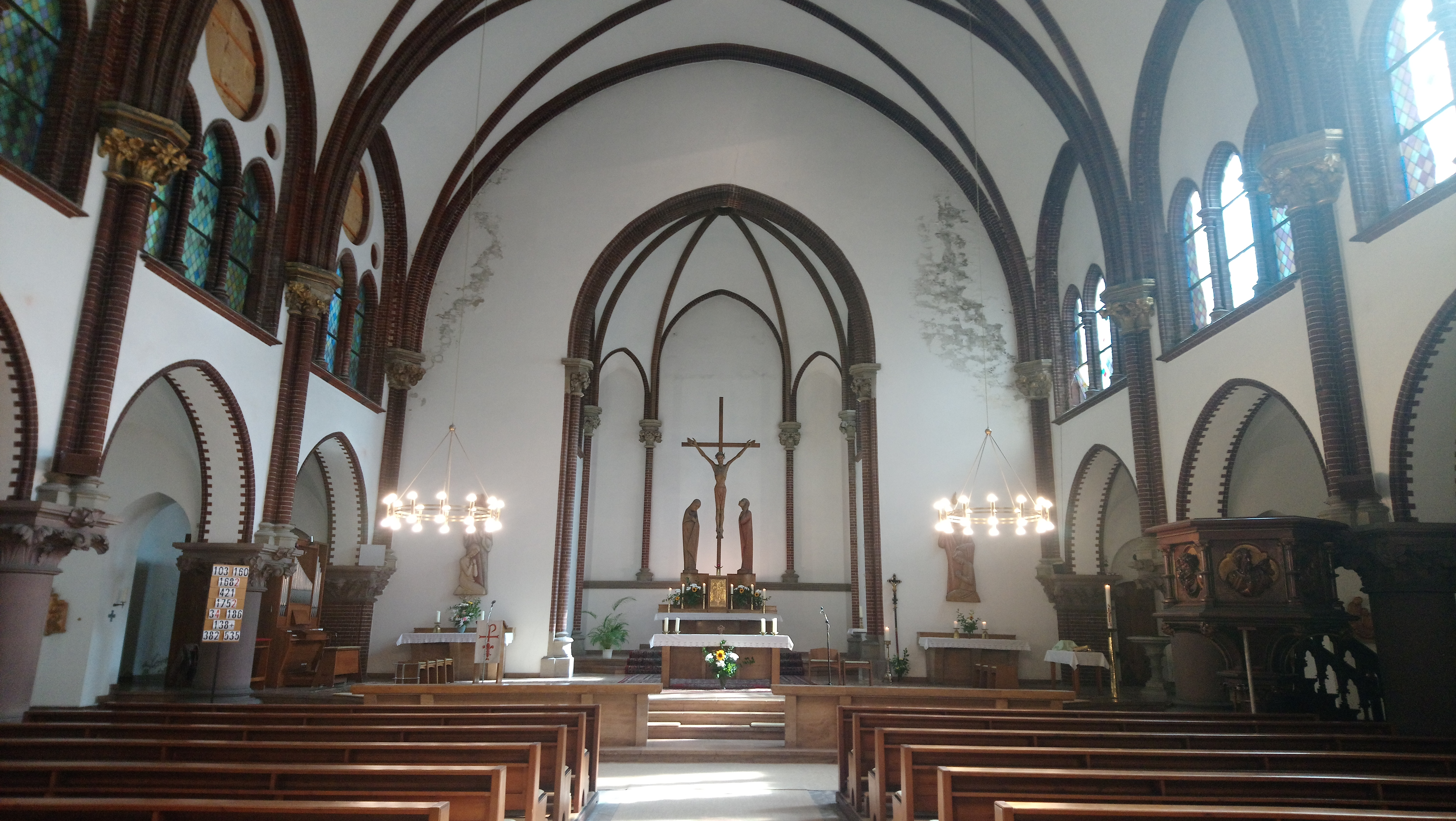
Vue du chœur.